# User experience design
User experience design (také UX design, UXD, UED nebo XD) je proces definování zážitku, který by měl uživatel prožívat při interakci s digitálním produktem, webovou stránkou, výrobkem nebo službou. Rozhodnutí o konkrétním návrhu v rámci designového procesu se zpravidla řídí především výzkumem, analýzou dat a výsledky uživatelského testování než estetickými preferencemi a názory. Na rozdíl od designu uživatelského rozhraní, který se zaměřuje především na technické a grafické aspekty návrhu produktu, UX design se soustředí na aspekty uživatelského vnímání produktu, jako je např. jejich použitelnost a užitečnost.

## Historie
Prvotní „zárodky“ UX designu lze sledovat až do starověké Číny. Tradiční učení Feng-šuej kladlo důraz na soulad a harmonii mezi prostorem a tokem energie, je to tedy metoda uspořádání prostoru tak, aby se v něm člověk cítil příjemně. Moderní vývoj můžeme sledovat od počátku 20. století. Mezi významná jména zde patří Frederick Winslow Taylor a Henry Ford, kteří zkoumali interakci zaměstnanců s jejich pracovními nástroji. Ve 40. letech provedla Toyota podobný průzkum, jehož cílem bylo přizpůsobit pracovní nástroje zaměstnancům. Také vytvořila první uživatelské testování, při kterém zaměstnanci mohli zastavit výrobní pás a sdělit své vlastní připomínky k procesu. Za dalšího průkopníka UX jsou považovány Bellovy laboratoře. Od roku 1945 do 50. let se podílel na vývoji telefonů. Jako první komunikoval vývoj produktu s psychologem. Henry Dreyfuss byl průmyslový designér, který v roce 1955 publikoval článek Designing for People v časopise Harvard Business Review , kde poukazoval na význam cílení na uživatele při vytváření produktů. Dreyfuss byl také autorem prvních UX person – Joe (muž), Josephine (žena) a Joe Jr (šestileté dítě). Xeror bylo výzkumné středisko, které v 70. letech sdružovalo psychology a inženýry s cílem inovativního vývoje technologií. V dnešní době je UX významným prvkem vývoje produktů, aplikací a webů.

## Design uživatelského rozhraní
Zatímco UX design se věnuje celkové uživatelské zkušenosti, User Interface design (UI Design) je zaměřen výhradně na vizuální prvky produktu a je viditelný na první pohled. Na webových stránkách a v aplikacích je to právě UI Design, který uživatele vizuálně provádí. Týká se animací, obrázků, použitých barev a designu dalších funkčních prvků.
User Interface design, zkráceně UI design nebo UI, česky uživatelské rozhraní a design uživatelského rozhraní, je princip rozšiřující uživatelský zážitek z digitálního produktu, a to konkrétně po vizuální a interaktivní stránce. UI aplikuje interaktivní funkce a jejich vizuální podobu na design vytvořený pomocí UX. Jedná se tedy například o podobu různých ikon, navigací, tlačítek, ale také o převod hlasu na řeč nebo příkazy založené na gestech a dalších funkčních i jiných prvků. UI design zohledňuje designové principy a psychologii uživatelů, čímž vytváří uživatelský přívětivá a poutavá rozhraní.
User interface se dělí do tří základních typů:
- Grafický UI (GUI) – základní typ UI, upravuje prvky designu po jejich vzhledové stránce a je založen na systému obrázků a ikon. Uživatel interaguje s GUI přes obrazovku.
- UI založený na gestech, nebo také VR (virtuální realita) – převádí gesta a pohyby ve 3D prostoru do příkazů, které potom digitální produkt zpracovává.
- UI založený na hlasovém zadávání, také VUI (Voice-controlled interface) – zpracovává hlas uživatele do příkazů. VUI využívají například hlasoví asistenti jako je Siri nebo Alexa.[4][5]

#### Principy funkčního designu
Podle Donalda A. Normana, autora knihy Design pro každý den, se UX design v praxi využívá tak, aby pomohl:
- usnadnit orientaci v tom, co lze s daným produktem dělat (pomocí nastavení limitů) – např. ze stavebnicového modelu motorky lze postavit motorku i bez návodu díky jednoduchosti stavebnicových dílků
- všechny prvky maximálně zviditelnit a zpřehlednit
- usnadnit vyhodnocení toho, kde se uživatel nachází v procesu užívání dané věci – např. při objednávání věci na e-shopu by měl uživatel jednoduše zjistit, co zbývá vyplnit do úspěšného objednání
- uplatňování přirozeného mapování mezi úmyslem a požadovanou akcí, tedy navést přirozeně uživatele k jeho cíli[6] – např. při zapnutí pračky se rozsvítí kontrolky, které navedou uživatele k tomu, co ještě potřebuje nastavit předtím, než pračku spustí.

#### Funkčně designovaná služba
Základem každé služby je promyšlený plán, založený na přínosu pro zákazníka, použitelnosti, komplexitě a empatii. Uživatelé očekávají, že jim poskytnutá služba přinese přidanou hodnotu; bude srozumitelná, dostupná (cenově i časově), a uživatelsky přívětivá. Nezbytností pak je také bezchybné fungování služby a ucelenost všech interaktivních prvků.

## Metody a procesy

### Základy designového procesu

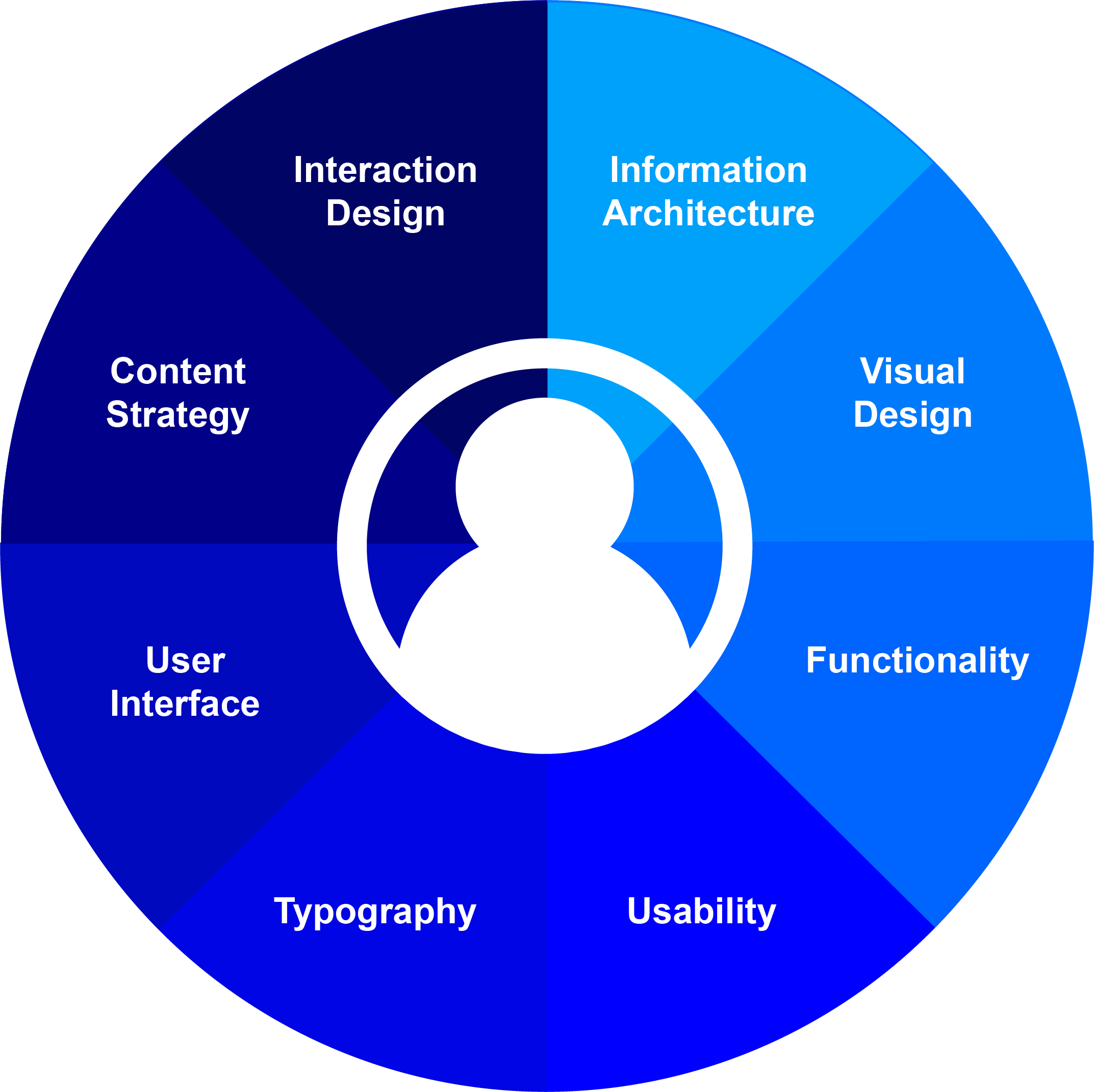
Součásti UX designu

UX design často navazuje na přístupy používané při designovém myšlení, human-computer interaction (HCI) a user-centered design, a také si při návrhovém procesu půjčuje elementy z interakčního designu, grafického designu, informační architektury, uživatelského výzkumu a dalších.
Jednou z nejdůležitějších podmínek při designovém procesu, kterou musejí UX designéři při tvorbě vnímat, je, že oni nejsou cílovým uživatelem, a tudíž bez průběžného ověřování a testování svých nápadů a domněnek na cílové skupině nemají pro svůj návrh empirické podklady. Jedná se o tzv. efekt falešného konsenzu, kdy lidé předpokládají, že ostatní sdílí jejich pohled na svět a v dané situaci se budou chovat podobně jako by se chovali oni sami. 

### Uživatelské testování
Uživatelské testování je nejčastější metoda používaná k testování designových návrhů. Hlavním cílem při provádění testu je zjistit, jestli je cílová uživatelská skupina schopna s návrhem, prototypem, výrobkem nebo značkou bez problémů interagovat. Při testování UX designéři sledují především dva cíle: jestli je design jejich produktu úspěšný (uživatel mu rozumí, a ví, jak ho používat), a pokud úspěšný není, tak jak ho mohou zlepšit. Testování návrhu je jedna z nejdůležitějších částí designového procesu, proto se UX designéři snaží testovat své návrhy tak často, jak jim to jen prostředky a situace umožňují.

### UX Persona
UX persona je fiktivní charakter, který reprezentuje potencionálního uživatele produktu. Je důležitá pro hlubší pochopení potřeb uživatelů, v ideálním případě jí tedy předchází výzkum cílové skupiny. Cílí na empatický přístup k uživateli a samotného uživatele staví do centra designového procesu.
Běžný popis UX persony obsahuje:
- jméno,
- portrét – ilustrace nebo fotografie
- demografické informace – věk, pohlaví, zaměstnání
- potřeby vztahující se k produktu
- výzvy a překážky, kterým persona čelí, a s nimiž může produkt pomoct
- citát, který reprezentuje danou personu

UX persona se dělí na následující typy:
- Proto persona – vytváří se na základě již existujících znalostí o cílové skupině, není spojena se samostatným výzkumem a je běžně využívaná např. na workshopech
- Kvalitativní persona – vytváří se na základě kvalitativního výzkumu menšího počtu uživatelů, a pracuje tak s přesnějšími daty, než proto persona
- Statistická persona – vytváří se na základě jak kvalitativního, tak kvantitativního výzkumu. Ze všech typů je nejnákladnější a nejkomplexnější. Poskytuje však nejpřesnější data.[12]

### Mapa empatie

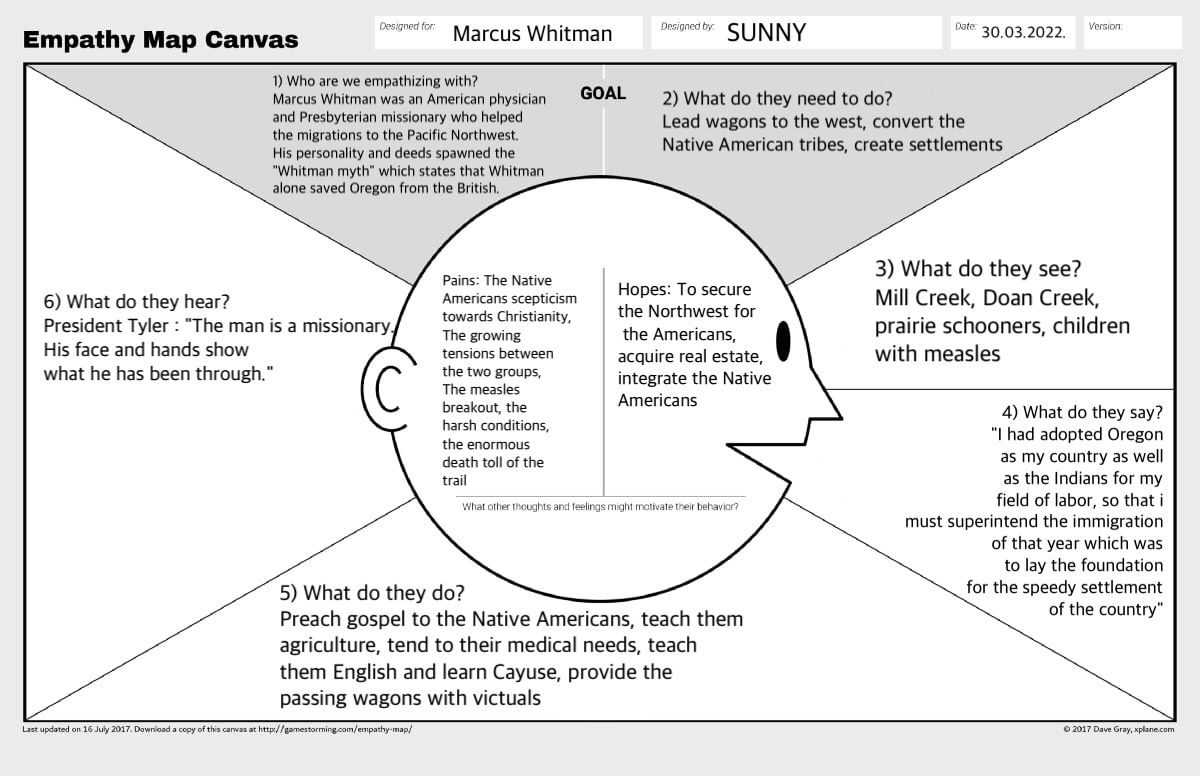
Mapa empatie (Empathy Map)

Mapa empatie (angl. emapthy map), slouží k ještě podrobnějšímu náhledu na potřeby cílové skupiny uživatelů a zároveň pomáhá identifikovat prostor k inovaci produktu. Skládá se ze čtyř kvadrantů:
- co uživatel říká,
- co uživatel dělá,
- co si uživatel myslí,
- co uživatel cítí,

zároveň může popisovat i bolestivá místa (výzvy, překážky) a zisk (uživatel potřebuje od produktu). 

### Wireframe

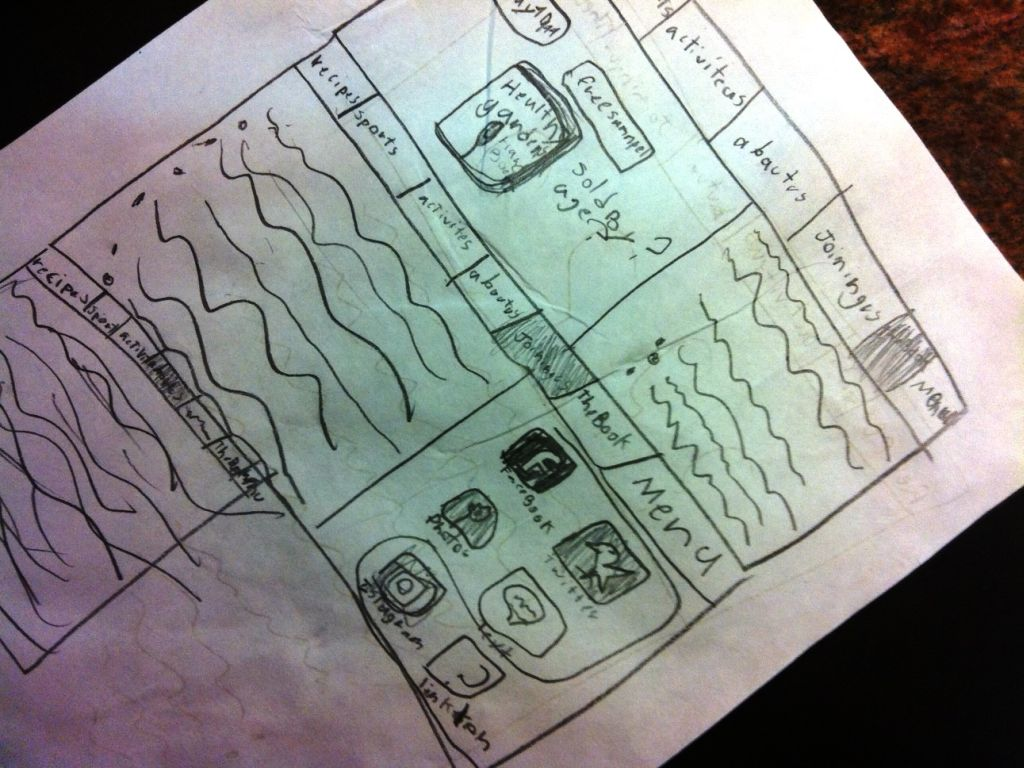
Wireframe mobilní aplikace Nicolas Garden, v podobě náčrtu na papíře. Ilustrační obrázek.

Wireframe je základní kostra designu aplikace nebo webu. Jeho podstatou je prezentace základních komponentů stránky, jako je rozložení jednotlivých prvků, navigace a interaktivní prvky. Není bohatý na vizuální prvky a využívá tzv. placeholder text (např. lorem ipsum).
Podle úrovně vypracování můžeme wireframy členit do následujících úrovní:
1. základní wireframe, prezentující strukturu a sloužící k rychlé vizualizaci na začátku projektu,
2. středně pokročilý wireframe, který již obsahuje jednoduché vizuální prvky, např. barvy, fonty a ikony,
3. kompletní wireframe, který obsahuje jak vizuální, tak interaktivní prvky, ne však v takovém rozsahu, jako prototyp.

Mezi nejefektivnější praktiky při vytváření wireframů patří jednoduchost návrhu, udržení konzistence designu, výběr správné velikosti pro různé obrazovky a zejména identifikace cílů aplikace nebo webu. 

### Prototyp
Prototypy jsou návrhy designu aplikací a webů, které vyjadřují jak jejich vizuální, tak funkční náležitosti (spojují tedy prvky UX a prvky UI). Prototyp by měl dobře komunikovat cíle a vlastnosti aplikace a měl by být náhledem na to, zda aplikace bude uživatelsky přívětivá a bude dobře oslovovat svou cílovou skupinu.  V softwarovém inženýrství je potom prototyp nejčastěji vnímán jako nástroj, který pomáhá analyzovat prostor ke zlepšení designového návrhu a přispívá tak k jeho zdokonalování. Prototyp je důležitý pro úspěšnost celé aplikace, protože je na jeho základě sbírána zpětná vazba při uživatelském testování.
K vytváření a úpravě prototypů se využívá mnoho různých metod. Jednou z nich je tzv. zkušené prototypování (angl. experienced prototyping), které se soustředí na interakci s aplikací jako s celkem. Dalším příkladem je tradiční prototypování, což je metoda, která je zaměřena spíše na design jednotlivých prvků. 